# Pateroperca
Pateroperca è un genere di pesci ossei estinti, appartenenti ai teleostei. Visse nel Cretaceo superiore (Cenomaniano, circa 98-95 milioni di anni fa) e i suoi resti fossili sono stati ritrovati in Libano.

## Descrizione
Questo pesce era di piccole dimensioni e solitamente non superava i 10 centimetri di lunghezza. Era dotato di un corpo relativamente snello, con un cranio piuttosto basso e dotato di una piccola bocca rivolta leggermente all'insù. La pinna dorsale era ampia, alta e allungata, ed era posta all'incirca a metà del corpo. La pinna anale, nettamente più piccola, era arretrata. Rispetto a pesci simili quali Ctenothrissa, Pateroperca era caratterizzato da una pinna caudale omocerca (priva di lobi, a forma di ventaglio) e dall'autonomia delle pinne pelviche, che non erano connesse al cinto. Queste pinne, in ogni caso, erano in posizione avanzata, pressoché al di sotto delle pinne pettorali. Le due specie note di questo genere (Pateroperca libanica e P. robusta) differiscono solamente per le proporzioni del corpo e potrebbero a tutti gli effetti essere maschio e femmina di una stessa specie.

## Classificazione
Il genere Pateroperca venne descritto per la prima volta da Arthur Smith Woodward nel 1942, sulla base di resti fossili ritrovati nella zona di Hadjoula, in Libano, in terreni del Cenomaniano. Pateroperca è stato variamente attribuito ai perciformi, agli ctenotrissiformi o avvicinato ai bericiformi (Gaudant, 1978). Le opinioni più recenti convergono nel considerarlo un euteleosteo arcaico, posto comunque in una famiglia a sé stante (Pateropercidae). 